# Gherasim Andru
Gherasim Andru (n. 4 martie 1890, Bihor – d. 26 martie 1957, Sutiesca, Banatul sârbesc) a fost un preot și cărturar român, recunoscut pentru activitatea culturală din Sarcia Română, din perioada interbelică. Printre acțiunile sale culturale se numără și înființarea unor biblioteci bisericești și sătești în Sarcia, Toracu -Mic, Toracu-Mare, Chisoroș, Ecica, Iancaid, în  colaborare cu Biblioteca IG. Bibescu din Turnu Severin.